# Johann Elias Haid
Johann Elias Haid, född 1739, död 1810, var en tysk kopparstickare. Han var brorson till Johann Gottfried Haid.
Johann Elias arbetade liksom övriga medlemmar av familjen Haid i mezzotintomanér och utförde i fulländad teknik blad efter äldre mästare samt porträtt efter bland annat Anton Graff.